# Skanderbeg Crnojević

Wappen der Crnojević laut dem Fojnicaer Wappenbuch (17. Jahrhundert)

Stefan (Staniša) Crnojević (auch: Skanderbeg; † 1530) war der letzte Nachfahre der Dynastie Crnojević, die ein Jahrhundert über Montenegro geherrscht hatte. Von 1513 bis 1528 war er osmanischer Sandschak-Bey von Montenegro.
Stevan (Staniša) Crnojević war der drittgeborene von drei Söhnen des Herrschers von Zeta (1465–1490), Ivan I. Crnojević. Sein Großvater Stefan I. Crnojević war mit Skanderbeg Kastriotis Schwester Marija Kastrioti verheiratet.
Stevan (Staniša) nahm in Istanbul als Jugendlicher den Islam an, unter anderem weil er als drittgeborener Sohn nur geringe Aussichten auf den Thron hatte. Er bekam den türkischen Namen İskender-Bey, nach Alexander dem Großen. Überraschend wurde er von den Osmanen 1513–1528 als Sandschak-Bey von Montenegro eingesetzt. Der Sandschak Montenegro wurde schließlich Anfang des 17. Jahrhunderts aufgelöst und Teil des Sandschaks von Shkodër.
Die Montenegriner behielten Skenderbeg Crnojević negativ in Erinnerung: wegen seiner ausbeuterischen Steuerpolitik soll 1519 ein Volksaufstand ausgebrochen sein, den die Osmanen niederschlugen. Danach soll er bis zu seinem Tod 1530 noch rücksichtsloser regiert haben.
Laut Vuk Karadžić gibt es ein montenegrinisches Volkslied, in dem Skenderbeg Crnojević als Begründer des nordalbanischen Stammes Bushati besungen wird (in Montenegro Bušatlić bzw. Bušlatović). Einige Bushatis dienten später, im 17. Jahrhundert, als Wesire und Heerführer dem Osmanischen Reich.
In Montenegro, Albanien und Serbien entstand durch inter-ethnische Heiraten, abwechselnde Slawisierungen und Albanisierungen bereits früh eine albanisch-slawische Symbiose. Bei vielen albanischen und montenegrinischen Sippen gibt es Überlieferungen über eine gemeinsame Abstammung. Die Sippe Ndrekaj (Drekalović) des slawisierten albanischen Stammes Kuqi (Kuči) pflegt die Überlieferung, dass sie von Skanderbeg Kastrioti abstammt.